# Bruno Weber (Mediziner)
Bruno Nikolaus Maria Weber (* 21. Mai 1915 in Trier; † 23. September 1956 in Homburg) war ein deutscher Mediziner und Bakteriologe sowie SS-Hauptsturmführer (1944), der im KZ Auschwitz die Zweigstelle des Hygiene-Instituts der Waffen-SS leitete.

## Leben
Weber absolvierte laut dem SS-Arzt Hans Münch vor Beginn des Zweiten Weltkrieges in den USA mittels eines Stipendiums ein Studium der Medizin und wurde promoviert. Er trat 1937 der SS (SS-Nr. 420.759) und der NSDAP bei (Mitgliedsnummer 5.416.695). Weber wechselte 1942 von der Wehrmacht zur Waffen-SS, wo er Anfang Januar 1943 den Rang eines Obersturmführers erreichte und im November 1944 bis zum Hauptsturmführer aufstieg.
Spätestens im Mai 1943 wurde Weber Leiter der Hygienisch-Bakteriologischen Untersuchungsstelle der Waffen-SS und Polizei Süd-Ost im Außenlager Rajsko des KZ Auschwitz I. Dieses Institut ging auf die Anregung von SS-Standortarzt Eduard Wirths zurück, der sich davon die Eindämmung von Typhus-, Ruhr- sowie Fleckfieberepidemien versprach. Diese Epidemien in Auschwitz bedrohten auch das Lagerpersonal der SS. Die Hygienisch-Bakteriologische Untersuchungsstelle der Waffen-SS und Polizei Süd-Ost hatte folgende Zielsetzung:
- Versorgung der SS- und Polizeihospitäler im Einzugsbereich
- Versorgung des KZ Auschwitz und seiner Außenlager
- Erforschung und Untersuchung von Infektionen
- Spezialuntersuchungen, wie Blut-, Harn- und Kotuntersuchungen
- Erforschung und Testreihen neuer Medikamente (Sulfonamide)

Mitarbeiter Webers waren unter anderem die SS-Ärzte Hans Münch als sein Stellvertreter und Hans Delmotte. Auch Häftlingsärzte waren gezwungen, im Hygiene-Institut Rajsko mitzuarbeiten.
Einige dieser "Spezialuntersuchungen", also Menschenversuche, fanden in Block 10 im Stammlager Auschwitz statt, in dem jüdische Frauen kaserniert waren. Das Labor, das dort im Auftrag Webers Versuche mit Blut auswertete, wurde von der Häftlingsärztin Dr. Slavka Kleinová geleitet. Unter anderem wurde Häftlingen Blut entnommen und Häftlingen mit anderen Blutgruppen eingespritzt, um die Verträglichkeit zu testen. Meist wurde dadurch hohes Fieber ausgelöst.
Nach der Evakuierung des KZ Auschwitz war Weber noch als SS-Arzt im KZ Dachau eingesetzt.
Nach Kriegsende wurde er im Juli 1946 durch Angehörige der britischen Armee verhaftet und nach Polen überstellt. Am 22. Oktober 1946 wurde Weber durch Mitarbeiter der Polnischen Kommission zur Untersuchung von Kriegsverbrechen aufgrund des Verdachts der Beteiligung an Verbrechen im KZ Auschwitz verhört. Dort gab er an, mit dem KZ Auschwitz „grundsätzlich und dienstlich nichts zu tun“ gehabt zu haben. Weber wurde bis zu seinem Tod juristisch nicht belangt.